# 比亚特丽斯公主 (1988年)
艾杜亞度·馬佩利·莫茨夫人碧翠絲公主（英語：Beatrice Elizabeth Mary, Mrs Edoardo Mapelli Mozzi，1988年8月8日—），全名為碧翠絲·伊利沙伯·瑪麗（英語：Beatrice Elizabeth Mary），是英國王室成員。她是約克公爵安德魯王子與約克公爵夫人莎拉的長女，現任英王查爾斯三世的姪女。她出生時為英國王位繼承順序第五位，現為第九順位繼承人。
碧翠絲曾就讀於雅士谷聖喬治學校，後於倫敦大學金匠學院攻讀歷史並獲得學士學位。她曾短暫任職於外交聯邦及發展事務部與索尼影視娛樂，後加入軟體公司Afiniti擔任戰略合作副總裁。碧翠絲亦長期以私人身份參與多個慈善組織工作，包括青少年癌症基金會與外展訓練信托。她於2020年與生於英國的意大利貴族兼房地產開發商艾杜亞度·馬佩利·莫茨結婚，二人育有兩女，分別為施安娜與雅典娜。

## 早年生活與教育

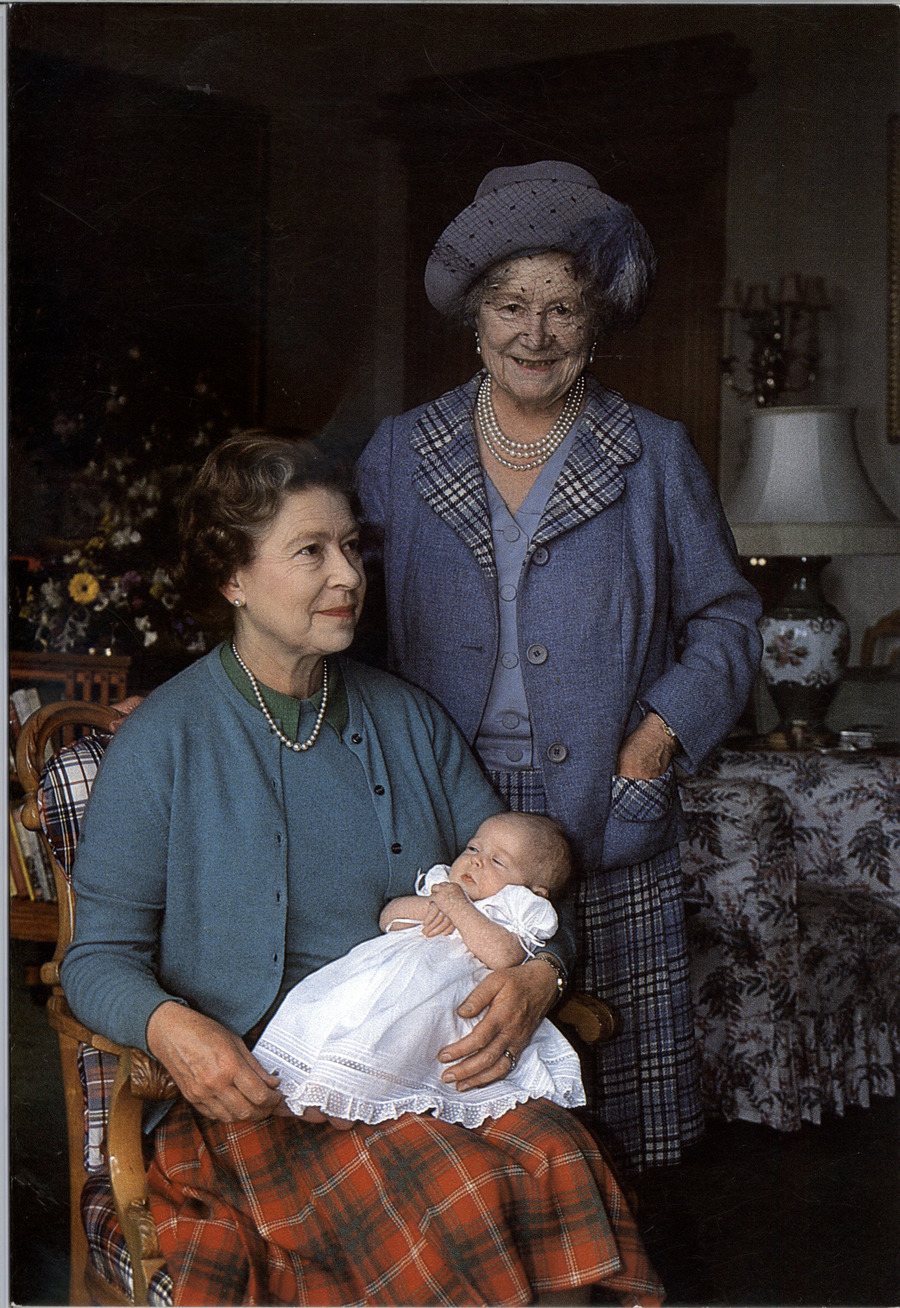
1988年，碧翠絲與她的祖母伊利沙伯二世及曾祖母伊利沙伯王太后。

1988年8月8日，碧翠絲公主於晚上8時18分在倫敦的波特蘭婦女和兒童醫院出生，她是約克公爵安德魯王子與約克公爵夫人莎拉的第一個孩子，也是伊利沙伯二世與愛丁堡公爵菲臘親王的第五個孫輩。她於1988年12月20日在聖詹姆士宮的皇家教堂受洗，其教父母包括林利子爵（其父的表親，現為第二代斯諾登伯爵）、羅克斯堡公爵夫人（現為珍·道內夫人）、彼得·帕倫博、嘉布麗爾·格林諾爾（Gabrielle Greenall）及卡羅琳·科特雷爾（Carolyn Cotterell）。她的名字直到出生近兩週後才公布，當時出乎意料。她的妹妹尤金妮公主於1990年出生。
碧翠絲的父母在她七歲時和平離婚，並協議共同撫養兩個孩子。離婚後，女王為其父母提供了140萬英鎊，為碧翠絲和尤金妮設立信託基金。碧翠絲和妹妹經常與父母一方或雙方一同出國旅行。
碧翠絲於1991年在溫莎的獨立學校阿普頓豪斯學校（Upton House School）開始早期教育。。她與妹妹隨後入讀獨立的科沃斯公園學校（Coworth Park School）。2000年至2007年間，碧翠絲在雅士谷的獨立學校聖喬治學校繼續學業。她在七歲時被診斷出患有失讀症，並於2005年公開這一診斷結果。她將GCSE考試推遲了一年，並留在聖喬治學校完成A-level課程，最終獲得戲劇科「A」、歷史科「B」及電影研究科「B」的成績。她在畢業年當選為學生長，並是學校合唱團成員。2006年7月，碧翠絲在溫莎城堡舉辦了一場化裝舞會慶祝18歲生日。她的官方生日肖像由尼古萊·馮·俾斯麥拍攝。
2008年9月，碧翠絲開始在倫敦大學金匠學院攻讀歷史與思想史的三年制學士課程，並於2011年以二級甲等榮譽學位畢業。

## 職業生涯
2008年夏季，碧翠絲在Selfridges擔任銷售助理，獲得工作經驗。她還曾在外交部新聞辦公室無薪工作一段時間。2008年亦有報導稱，碧翠絲有意在《金融時報》網站發展職業生涯。2009年，碧翠絲在電影《年輕的維多利亞》中飾演一名無台詞的臨時演員，成為首位參與非紀錄片電影演出的王室成員。該電影講述其祖先維多利亞女王的登基與早期統治。她曾於索尼影視娛樂擔任帶薪實習生，但在2014年底公司遭遇黑客攻擊後辭職。
2015年4月，有報導稱碧翠絲決定移居紐約市。截至2017年4月，碧翠絲擁有一份全職工作，並往返於倫敦與紐約之間。她在職業生涯中使用「碧翠絲·約克」（Beatrice York）之名，並擔任Afiniti合作與策略副總裁。她還負責一項Afiniti計劃，聯繫全球企業高層以支持女性領導力發展，並透過慈善活動與演講推動該計劃。她亦曾於Scale AI與獅子樹資產管理（Liontree Asset Management）任職，並創立By-Eq有限公司，該顧問公司致力於在人工智能崛起時代提升情感智能。

## 職責與任命
2012年4月5日，碧翠絲與菲臘親王陪同女王伊利沙伯二世在約克參加傳統的皇家濯足節儀式。期間，碧翠絲與教區居民互動，接受民眾獻花，並協助女王向長者分發濯足節錢幣。在2012年夏季奧運會前夕，碧翠絲於利茲附近的哈伍德宮台階上迎接奧運聖火。2013年，碧翠絲與妹妹在德國展開海外推廣英國的活動。2014年，她造訪懷特島郡，該島總督曾由維多利亞女王之女、與碧翠絲同名的碧翠絲公主擔任。2014年11月24日，她陪同父親於阿拉伯聯合酋長國進行官方訪問。
2022年9月17日，在伊利沙伯二世國喪期間，碧翠絲與妹妹及六位表親在西敏廳為停靈於此的女王靈柩進行15分鐘的守夜儀式。9月19日，她與其他家族成員出席國葬儀式。
隨著查理斯三世繼位，碧翠絲因繼承順位資格獲任命為國務顧問。在此職務下，她可在君主出訪或健康欠時代行官方職責。

## 個人生活

### 早期戀情
2006年，碧翠絲曾與美國人保羅·柳祖（Paolo Liuzzo）短暫交往，後者因先前涉及傷害罪的指控而在當時引發爭議。她與維珍銀河商人戴夫·克拉克（Dave Clark）的戀情持續了十年，直至2016年7月。

### 婚姻與家庭

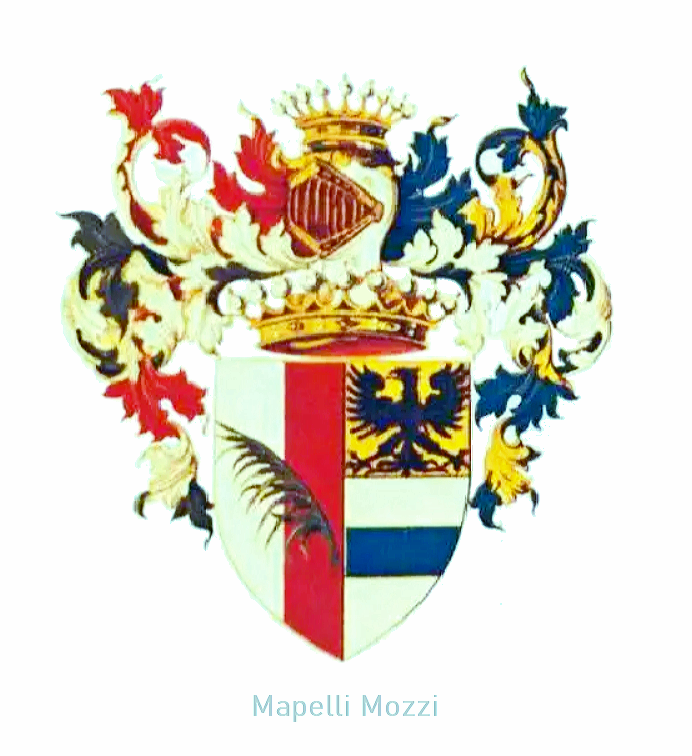
馬佩利·莫茨伯爵的紋章，結合了莫茨貴族家族的紋章，該家族於1913年與意大利馬佩利家族合併。

2019年3月，碧翠絲在國家肖像館出席籌款活動時，由房地產開發商艾杜亞度·馬佩利·莫茨陪同，他是擁有英國及意大利國籍的奧運高山滑雪運動員亞歷克斯·馬佩利-莫茨的兒子。1913年，意大利王國的维托里奥·埃马努埃莱三世授予馬佩利·莫茨家族所有合法男性後裔伯爵頭銜。然而，該頭銜在意大利共和國或英國並未獲得官方承認。據信兩人於2018年9月開始交往。2019年5月，他們一同出席了碧翠絲的表侄女加布里埃拉·溫莎女勳爵的婚禮。
2019年9月，碧翠絲公主與莫茨在意大利訂婚，約克公爵辦公室於9月26日正式宣布了這一消息。
婚禮原定於2020年5月29日在聖詹姆士宮的皇家禮拜堂舉行，隨後在白金漢宮的花園舉行私人招待會，但由於2019冠狀病毒病疫情，招待會和婚禮本身先後被推遲。婚禮最終於2020年7月17日在溫莎皇家別墅的諸聖皇家禮拜堂私下舉行，並未提前公開宣布。她父親與美國金融家、被定罪的性犯罪者杰弗里·爱泼斯坦的友誼極大影響了她的婚禮計劃。愛潑斯坦因未成年性交易指控在獄中去世後，安德魯王子的BBC採訪導致他退出王室職務，她的婚禮安排也因此縮減；他陪同她走上紅毯，但未出現在白金漢宮發布的官方婚禮照片中。。她的婚紗是女王借出的經過改裝的諾曼·哈特內爾禮服，她還佩戴了女王在自己婚禮上戴過的瑪麗王后流蘇頭飾。
碧翠絲公主有一個繼子克里斯多福·伍爾夫（Christopher Woolf），是她丈夫與建築師黃達拉所生的孩子。2021年9月18日，她在倫敦車路士的切爾西與西敏醫院生下女兒施安娜·伊利沙伯·馬佩利·莫茨。
碧翠絲與丈夫最初住在聖詹姆士宮的四居室公寓，但據報導於2022年底搬至科茨沃爾德的一處莊園。
2025年1月22日，碧翠絲在倫敦切爾西與西敏醫院早產誕下次女雅典娜·伊利沙伯·羅絲·馬佩利·莫茨。

## 慈善工作
2002年，碧翠絲探訪了俄羅斯感染愛滋病毒的兒童。在英國，她支持「兒童跳板」（Springboard for Children，一個為有學習困難的小學生提供的識字計劃）以及青少年癌症信託。在慶祝她18歲生日的採訪中，碧翠絲表示希望利用自己的地位通過慈善工作幫助他人。她已與母親一起通過公爵夫人支持的多個組織履行慈善職責。
2010年4月，為了替“危機中的兒童”籌款，她成為首位完成倫敦馬拉松的皇室成員。碧翠絲是「勿忘我兒童臨終關懷院」（Forget Me Not Children's Hospice）的贊助人，該機構支持西約克郡和北曼徹斯特患有縮短壽命的疾病的兒童。在2011年4月她的堂兄威廉王子與凱瑟琳·密道頓的婚禮上，碧翠絲由菲利普·特雷西設計的獨特頭飾引起了公眾和媒體的廣泛關注和嘲諷。次月，這件頭飾在eBay上以81,000英鎊拍賣，所得款項捐給兩個慈善機構：聯合國兒童基金會和“危機中的兒童”。

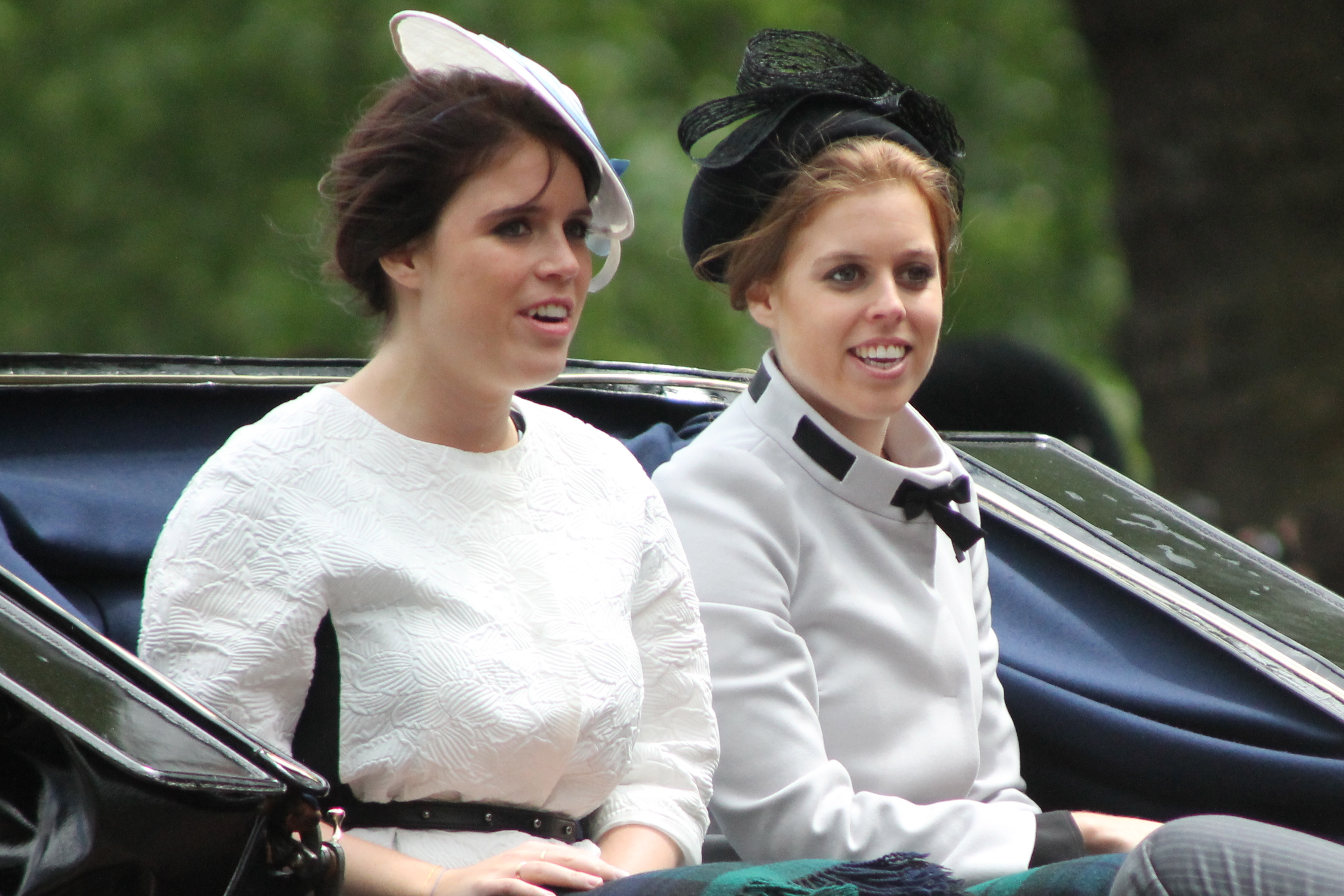
2013年6月，碧翠絲（右）與妹妹尤金妮在軍旗敬禮分列式。

2012年11月，碧翠絲成為約克音樂協會的贊助人。2013年4月，她成為「海倫·阿克爾失讀症中心」（Helen Arkell Dyslexia Centre）的皇室贊助人，該機構幫助她克服因失讀症帶來的學術挑戰。
2016年，碧翠絲與母親和妹妹尤金妮與英國當代藝術家泰迪·麥當勞合作創作了首幅皇室當代藝術畫作《Royal Love》。該作品在皇家小屋繪製，於「Masterpiece London」展出，拍賣所得由麥當勞捐給“危機中的兒童”。2018年，“危機中的兒童”與活躍於多國的兒童慈善機構「街童」（Street Child）合併，碧翠絲擔任其大使。她還支持其父親創立的「Pitch@Palace」計劃，該慈善機構旨在放大和加速創業者的商業想法。
2016年，碧翠絲參加了為期9天的南亞之行，代表弗蘭克斯家庭基金會（Franks Family Foundation）和蔣貢康楚眼科中心（Jamgon Kongtrul Eyes Centres）訪問了尼泊爾、印度和不丹。該計劃與尼泊爾蒂爾甘加眼科醫院合作，由尼泊爾眼科醫生桑杜克·魯伊特指導，提供免費的白內障微創手術。幾週後，她出席了在紐約聯合國舉行的2016年「亞洲遊戲改變者獎」晚宴，並與查爾斯·洛克菲勒（Charles Rockefeller）共同為魯伊特頒獎。

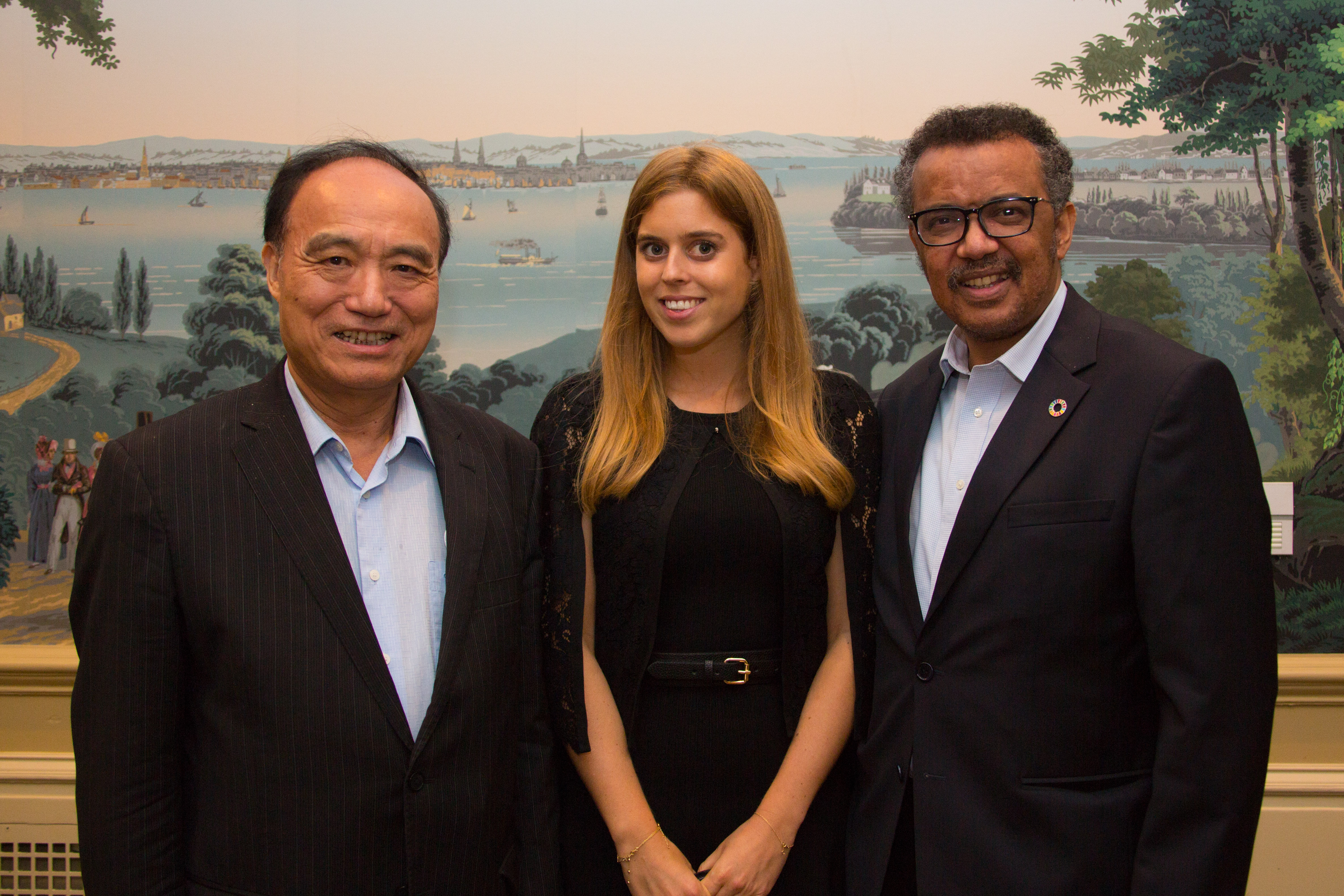
2017年9月，聯合國寬頻委員會晚宴上的趙厚麟、碧翠絲和譚德塞。

碧翠絲是「Big Change」的創始人，該慈善機構旨在鼓勵年輕人發展「傳統學術課程之外的技能」。2012年，她為該機構攀登了白朗峰。2016年，她與理查德·布蘭森及其子女參與了「Virgin Strive Challenge」籌款活動，攀登了埃特納火山。
2017年，碧翠絲推廣反霸凌書籍《Be Cool Be Nice》，並在英國上議院活動中接受《Vogue》採訪，談及自己因年輕時的時尚選擇而遭受霸凌的經歷。《Hello!》雜誌後來將她評為最佳著裝皇室成員之一。2018年5月，她出席了在紐約市舉行的大都會藝術博物館慈善晚宴。2018年10月，她在老撾進行了為期多天的訪問，以「提升英國的形象」，並參加了「琅勃拉邦兒童半馬拉松」（Luang Prabang Half Marathon for Children）。
2019年3月，碧翠絲當選英國慈善機構「Outward Bound Trust」的董事會成員，接替其父親從祖父菲臘親王手中接任的贊助人職位。2019年5月，她因與「Friends Without a Border」的合作在紐約市的一場晚宴上獲表彰。她還支持非營利組織「Kairos HQ」，該組織匯聚了中國、歐洲、印度和美國的大學創業者。
2022年4月，作為慈善機構「Made By Dyslexia」的大使，碧翠絲與丈夫艾杜亞度·馬佩利·莫茨參加了由卡爾·菲利普王子在瑞典主持的首屆「世界閱讀障礙大會」。
2023年2月，碧翠絲被任命為「英國皮膚基金會」的贊助人。2025年3月，她成為慈善機構「Borne」的贊助人，該機構資助早產原因的研究。

## 稱號與頭銜

碧翠絲公主的皇家徽章

作為君主的内孫，碧翠絲出生時的稱號為「約克的碧翠絲公主殿下」（Her Royal Highness Princess Beatrice of York），其領地頭銜源自父親的約克公爵身份。自結婚後，她在宮廷通報中的正式稱號改為「艾杜亞多·馬佩利·莫茨夫人碧翠絲公主殿下」（Her Royal Highness Princess Beatrice, Mrs Edoardo Mapelli Mozzi）。

## 外部連結
- 比亚特丽斯公主的X（前Twitter）（英文）
- 比亚特丽斯公主在互联网电影资料库（IMDb）上的資料（英文）

| 比亚特丽斯公主 (1988年) 溫莎王朝出生于：1988年8月8日 | 比亚特丽斯公主 (1988年) 溫莎王朝出生于：1988年8月8日 | 比亚特丽斯公主 (1988年) 溫莎王朝出生于：1988年8月8日 |
| 頭銜繼承順序                                         | 頭銜繼承順序                                         | 頭銜繼承順序                                         |
| ---------------------------------------------------- | ---------------------------------------------------- | ---------------------------------------------------- |
| 前任者： 約克公爵                                    | 英國王位繼承 第九順位                                | 下一順位： 施安娜·馬佩利·莫茨                        |
| 聯合王國排位名單                                     |                                                      |                                                      |
| 前任者： 長公主                                      | 女士 艾杜亞度·馬佩利·莫茨夫人碧翠絲公主殿下          | 下一順位： 傑克·布魯斯班克夫人尤金妮公主             |